# Tătărani
Tătărani est une commune du județ de Dâmbovița en Roumanie.